# Banu Qaynuqa
Les Banu Qaynuqa (également Banu Kainuka, Banu Kaynuka, Banu Qainuqa, arabe : بَنُو قَيْنُقَاع) étaient l'une des trois principales tribus juives vivant en Arabie au VIIe siècle. Avec les tribus juives des Banu Nadir et des Banu Qurayza, les Banu Qaynuqa vivaient à Médine, anciennement Yathrib.

## Les Banu Qaynuqa à Yathrib
Selon le Kitab al-aghani, dont les chants et les poèmes sont accompagnés d'informations qui constituent une source importante pour les historiens, il semble que les Banou Qaynuqa aient été la première tribu juive à s'installer à Yathrib (future Médine). Il semble, d'après cet ouvrage monumental, mais sans qu'on en soit sûr, que cette installation remonterait à l'époque de la destruction du second Temple de Jérusalem par les Romains (an 70), l'émigration continuant dans les siècles ultérieurs, avec les persécutions des Romains puis des chrétiens byzantins.
À propos de l'Arabie préislamique, Maxime Rodinson écrit : « Dans tout le Wâdi l-Qorâ (« le wâdi des villes », on nommait ainsi une ligne presque continue d'oasis au Hedjâz septentrional) et descendant au sud jusqu'à Médine, des colonies juives faisaient une agriculture florissante. » Riches agriculteurs et commerçants (au moins pour une part d'entre eux), ils exercent à Yathrib une position dominante et ils possèdent un marché, très fréquenté, qui porte d'ailleurs leur nom. Les poètes juifs font mention, dès avant l'an 300, des Banu Qaynuqa, des Banu Nadir et des Banu Qurayza, ainsi que des Banou Hadal, qui demeuraient avec les Banu Qurayza. Dans une large mesure, ces Juifs ont adopté les coutumes arabes, ils parlent un dialecte arabe et, à ces habitants d'origine véritablement israélite venus du Nord, viennent de joindre des prosélytes arabes. Leur domination dure jusqu'à l'arrivée des Banu Khazraj et des Banu Aws, qu'on dit d'origine yéménite, vers l'an 300. Elle est alors, d'après les textes poétiques, contestée par ces derniers, qui s'imposent progressivement après l'an 400. Alors que les tribus arabes étaient sous la protection des tribus juives dominantes, la situation est inversée à la fin de la période préislamique et — le Kitab al-aghani ne laisse aucun doute sur ce point — ce sont les tribus juives qui sont sous la protection des tribus arabes.

## Le conflit entre les Banu Qaynuqa et Mahomet

### Selon les sources anciennes
Trois ans après son arrivée à Medine, Mahomet décide d'affronter la tribu de Banu Qaynuqa (voir l'article Tribus musulmanes et juives de Yathrib). Ibn Ishaq est assez bref sur ce qu'il appelle « L'affaire de Banû Qaynuqâ », en fait l'expulsion de la première des trois tribus juives : « Ibn Ishaq dit : 'Âsîm b. 'Umar b. Qatâdah m'a rapporté que Banû Qaynuqâ furent les premiers parmi les juifs à rompre (le pacte) entre eux et l'Envoyé d'Allah, et ils lui ont fait la guerre entre la Bataille de Badr et la Bataille de Uhud. »
« Ibn Ishaq dit : 'Âsîm b. 'Umar b. Qatâdah m'a dit : l'Envoyé d'Allah mit le siège aux Banû Qaynuqâ jusqu'à ce qu'ils se soumissent inconditionnellement à lui. »
Dans « Expédition contre les Banu Qaynuqa », Tabarî écrit : « Ces juifs étaient autour de sept cents hommes, en dehors des infirmes, des vieillards et des enfants. Ils n'avaient pas de champs ni de vergers de dattiers, mais ils avaient un assez nombreux bétail et des armes. Ils étaient artisans ; tous les ouvrages de forgerie, toute l'industrie de Médine, de cordonnerie et de joaillerie, étaient entre leurs mains. » Il dit aussi que leurs fortins se trouvent autour de Médine, et qu'ils se rendent après quinze jours de siège. La raison de l'attaque, selon Tabarî, était que les Banu Qaynuqa raillaient la défaite des Quraychites à Badr, prétendant que, si les Quraychites avaient demandé leur aide, ils auraient, quant à eux, vaincu Mahomet. Selon Ibn Ishaq, ce sont les Banu Qaynuqa qui furent les premiers à rompre le pacte en faisant la guerre aux musulmans.
Selon l'anecdote d'Ibn Hicham (elle n'est pas d'Ibn Ishaq), l'affaire démarre quand un orfèvre juif soulève les jupes d'une femme arabe. Après la soumission des Banu Qaynuqa, il semble que l'intention première de Mahomet ait été d'exécuter les hommes. Mais 'Abd Allâh b. 'Ubayy b. Salûl, chef des Banu Khazraj, dont les Banu Qaynuqa sont les clients (les alliés), intervient vigoureusement auprès de Mahomet, faisant valoir qu'il ne veut pas que soient anéantis « en une seule matinée quatre cents hommes sans cuirasses, et trois cents hommes cuirassés ». Il obtient finalement satisfaction : « Alors, l'Envoyé d'Allâh lui répondit : « Ils sont à toi ! » ». Ibn Ishaq ne précise pas ce que deviennent ces vaincus, mais il est en général admis qu'ils vont à Khaybar (150 km au nord de Médine), où existe déjà une importante population juive.

### Selon des historiens modernes
Selon Gordon D. Newby, « les récits de la soumission des Banu Qaynuqa semblent avoir été remaniés de façon tendancieuse dans les sources islamiques datant de la fin des Omeyyades et sous les premiers Abbassides [au VIIIe siècle] quand des soulèvements juifs armés éclatèrent contre le régime islamique en Iran et en Syrie » ; « beaucoup de juifs demeurèrent à Médine jusqu'à la mort de Muhammad et au-delà ».